# 評鑑中心法
評鑑中心法（Assessment center method），是一套行為評鑑技術，其包含多種評鑑工具、多重向度、多重方法、多位受評者、多位評量者，利用團體決議討論方式，考評受評者的表現，並將受評者成績結果回饋給受評者，以作為甄選、升遷或訓練的參考（吳復新，1997）。

## 源起
評鑑中心法最早可追溯自第一次世界大戰時期，德國政府採納心理學家建議，運用多重評鑑程序考選德國陸海空軍官，並推廣於軍官及轉作文官之應用。英國戰爭事務局在二次大戰時亦採用此評鑑方法甄選軍官。1930年代，美國戰略情報局為甄選適合從事敵後情報工作人員，邀請心理學院及其他專家學者設計一系列情境測量工具，由多位評鑑委員共同評鑑受測者在壓力及挫折下的反應情形，此為評鑑中心法在美國之首度運用。 （页面存档备份，存于）

## 原理
評鑑中心是一種標準化的評估方法，實施前須先分析標的層級之職位，所應具備之工作能力或態度，並設計或選擇能讓受測者顯示該等能力之模擬狀況或測驗。實施時，應在既定的控制情況下，讓計劃升至該職位的人參與模擬實做，或接受面談，整體過程均由一組經過嚴格訓練且有該等職位工作經驗的評審員，在旁觀察或主持面談，並記錄受測者的行為表現，各評審員並將所得之資料有系統的整合，就各項工作能力撰寫評估報告，俾做為晉升、訓練與配置之參考依據。  （页面存档备份，存于）
評鑑中心法是以受測者在模擬練習中之行為表現，來推測其未來成就之評估方法。其基本假設為在模擬演練中做得好，在實際情況也可做得好。
評鑑中心至少有下列的特點及條件:
- 被評鑑者的職能及行為展現係依據工作分析獲得。
- 採用多種評鑑技術。
- 多位評鑑委員。
- 多重評鑑。
- 在特定的時間對受測者之行為表現加以考評。
- 作為遴補、升遷與訓練發展的參考依據。

## 作業流程（页面存档备份，存于）

### 前置作業
包含「確認目標職務」、「進行職務分析」、「歸納行為類別」、「確定職能架構」、「選擇評鑑工具」及「撰擬題本」。首先經由工作分析，將某一職位（受測者所擬擔任之職位）所需之能力、技能及行為等確認清楚，接著再設計或選擇數種評鑑工具，據以開發題本、進行測試及設計表單手冊。

### 正式實施
「相關人員訓練」、「修正題本及相關表件」、「建立評分機制」及「實施正式評鑑」。為確保評鑑標準之一致性，須藉由訓練讓評鑑委員、策劃者及角色扮演人員充分瞭解評鑑內涵及過程，訓練中亦再次檢驗各個模擬練習是否能展現欲測職能行為，對於相關操作流程也應建立注意事項，並調整修正不適宜之處，最後建立結構化之評分機制，實施正式評鑑。

### 回饋驗證
包含「製作評鑑結果報告書與個別回饋」及「驗證與校準」。評鑑結果報告內容包含受測者於評鑑活動行為表現之摘要及評等、受測者行為表現優缺點之摘要及未來發展建議等，並回饋給當事人或機關。回饋通常採書面資料或面對面方式，內容是依據職能項目、模擬演練或兩者聯結之結果。評鑑活動辦理完竣後，逐一對各項執行作業及後續評鑑中心法信效度驗證進行檢討，俾作為下次辦理修正之依據。

## 實施狀況
政府機關為有效培育高潛力人才，近年來積極運用評鑑中心法作為人才診斷及發展之工具。公務人員保障暨培訓委員會（以下簡稱保訓會）於2010年，首次以評鑑中心法遴選具有發展潛力之高階公務人員參加高階文官培訓飛躍方案，係將評鑑中心法運用在公務人力發展之首例。保訓會為求精益求精，復於2011年引進專家顧問，並參採企業界作法，逐步開發設計評鑑工具內涵，已開發之項目包含公事籃演練、無主持人團體討論、模擬面談、事實發現演練及個案分析等。

## 相關資訊連結
- 國家文官學院/訓練主題/評鑑中心法